# Canons (Stravinsky)
De Canons voor twee hoorns (W36) is een ongepubliceerd werk van Igor Stravinsky uit 1917. Volgens Robert Craft (geciteerd in White) was Stravinsky's dochter Ludmilla in ernstig gevaar door een blindedarmontsteking en de arts die haar behandelde, dokter Roux, wilde geen betaling in geld maar een muziekstuk van Stravinsky. Stravinsky zond de arts, die hoornist was, de canon als betaling. Onbekend is waar het werk zich nu bevindt.

## Oeuvre
Zie het Oeuvre van Igor Stravinsky voor een volledig overzicht van het werk van Stravinsky.